# Наварро, Гильермо
Гильермо Наварро (исп. Guillermo Navarro; род. 1955, Мехико) — мексиканский кинооператор и режиссёр. Лауреат премии «Оскар» за лучшую операторскую работу в фильме «Лабиринт фавна».

## Биография
Родился в 1955 году в Мехико. В 13 лет увлёкся фотосъёмкой и записался на семинары проходившие в средней школе. После школы учился в Национальном автономном университете Мексики на факультете социологии. Карьеру начинал со съёмок документальных картин в Мексике, после чего решил переехать в Лондон, из которого он вскоре уехал из-за правил ограничивающих его шансы на работу. Переехал в Париж, где его наставником стал кинооператор Рикардо Аранович. С 1994 года живёт в США, став членом Американского общества кинооператоров в 2000 году.

## Фильмография

### Оператор
- 1993 — Хронос / Cronos (реж. Гильермо дель Торо)
- 1995 — Отчаянный / Desperado (реж. Роберт Родригес)
- 1995 — Четыре комнаты / Four Rooms (реж. Роберт Родригес)
- 1996 — От заката до рассвета / From Dusk Till Dawn (реж. Роберт Родригес)
- 1996 — Долгий поцелуй на ночь / The Long Kiss Goodnight (реж. Ренни Харлин)
- 1996 — Принц из снов / Dream for an Insomniac (реж. Тиффани ДеБартоло)
- 1997 — Спаун / Spawn (реж. Марк А.З. Диппе)
- 1997 — Джеки Браун / Jackie Brown (реж. Квентин Тарантино)
- 1999 — Стюарт Литтл / Stuart Little (реж. Роб Минкофф)
- 2001 — Дети шпионов / Spy Kids (реж. Роберт Родригес)
- 2001 — Хребет дьявола / El Espinazo del diablo (реж. Гильермо дель Торо)
- 2001 — Нарушенная тишина / Silencio roto (реж. Мончо Армендарис)
- 2003 — Мечтая об Аргентине / Imagining Argentina (реж. Кристофер Хэмптон)
- 2004 — Хеллбой: Герой из пекла / Hellboy (реж. Гильермо дель Торо)
- 2005 — Затура: Космическое приключение / Zathura: A Space Adventure (реж. Джон Фавро)
- 2006 — Лабиринт Фавна / El Laberinto del fauno (реж. Гильермо дель Торо)
- 2006 — Ночь в музее / Night at the Museum (реж. Шон Леви)
- 2007 — Кровные братья / Blood Brothers (реж. Вишал Бхарадвай, короткометражный)
- 2008 — Хеллбой 2: Золотая армия / Hellboy II: The Golden Army (реж. Гильермо дель Торо)
- 2008 — Приготовьтесь, будет громко / It Might Get Loud (реж. Дэвис Гуггенхайм)
- 2011 — Я — четвёртый / I Am Number Four (реж. Д.Дж. Карузо)
- 2011 — Ловушка / The Resident (реж. Антти Йокинен)
- 2011 — Сумерки. Сага: Рассвет — Часть 1 / The Twilight Saga: Breaking Dawn — Part 1 (реж. Билл Кондон)
- 2012 — Сумерки. Сага: Рассвет — Часть 2 / The Twilight Saga: Breaking Dawn — Part 2 (реж. Билл Кондон)
- 2013 — Тихоокеанский рубеж / Pacific Rim (реж. Гильермо дель Торо)
- 2014 — Ночь в музее: Секрет гробницы / Night at the Museum: Secret of the Tomb (реж. Шон Леви)
- 2018 — Лондонские поля / London Fields (реж. Мэттью Каллен)
- 2020 — Удивительное путешествие доктора Дулиттла / The Voyage of Doctor Dolittle (реж. Стивен Гейган)

### Режиссёр
- 2013 — Ганнибал / Hannibal (три серии первого сезона)
- 2014 — Мост / The Bridge (девятая серия второго сезона)
- 2015 — Шёпот / The Whispers (четвёртая серия первого сезона)
- 2015 — Ганнибал / Hannibal (три серии третьего сезона)
- 2015 — Нарко / Narcos (две серии первого сезона)
- 2015 — Области тьмы / Limitless (третья серия первого сезона)
- 2015 — Сонная Лощина / Sleepy Hollow (четвёртая серия третьего сезона)
- 2016 — Проповедник / Preacher (шестая серия первого сезона)
- 2016 — Люк Кейдж / Luke Cage (третья серия первого сезона)
- 2019 — Крёстный отец Гарлема / Godfather of Harlem (две серии первого сезона)
- 2020 — За жизнь / For Life (две серии первого сезона)

## Награды
- 2007 — Премия «Оскар» за лучшую операторскую работу в фильме «Лабиринт Фавна»[7]
- 2007 — Премия «Гойя» за лучшую операторскую работу в фильме «Лабиринт Фавна»[8]
- 2007 — Премия «Независимый дух» за лучшую операторскую работу в фильме «Лабиринт Фавна»[9]
- 2006 — Международный фестиваль искусства кинооператоров «Camerimage»: Золотая лягушка за фильм «Лабиринт Фавна»[10]